# Chissioua Magnougni
Chissioua Magnougni är en ö i Komorerna.   Den ligger i distriktet Moheli, i den västra delen av landet, 90 km sydost om huvudstaden Moroni.